# Miệng meth
Miệng meth là việc sâu răng nghiêm trọng và mất răng, cũng như gãy răng, xói mòn axit và các vấn đề răng miệng khác, có khả năng triệu chứng của việc sử dụng kéo dài methamphetamine. Tình trạng này được cho là do sự kết hợp của các tác dụng phụ của thuốc (nghiến và nghiến răng, khô miệng) và các yếu tố lối sống (vệ sinh răng miệng không thường xuyên, tiêu thụ thường xuyên đồ uống có đường, cũng như bỏ bê việc vệ sinh răng miệng thường xuyên và chăm sóc phòng ngừa), có thể có mặt ở người dùng lâu dài. Tuy nhiên, tính hợp pháp của miệng meth là một điều kiện duy nhất đã bị nghi ngờ vì tác dụng tương tự của một số loại thuốc khác trên răng. Hình ảnh miệng bị bệnh thường được sử dụng trong các chiến dịch chống ma túy.
Tình trạng này rất khó điều trị và có thể liên quan đến chất làm đầy lỗ sâu, fluoride để chống sâu răng và các loại thuốc làm tăng nước bọt cho khô miệng, cũng như hướng dẫn vệ sinh răng miệng. Nó có thể nguy hiểm cho người sử dụng methamphetamine hoạt động để trải qua phẫu thuật nha khoa vì các vấn đề về tim có thể xảy ra do sự tương tác của thuốc gây tê cục bộ với thuốc.

## Dấu hiệu và triệu chứng
Methamphetamine (gọi tắt là "meth") là một loại thuốc kích thích có khả năng gây nghiện cao ở người dùng giải trí. Nó phát sinh tác dụng phụ về thể chất và tâm lý mà người dùng mong muốn. Các tác dụng phụ khác (như chứng nghiến răng và rối loạn tâm thần kích thích) có thể dẫn đến việc người dùng bỏ bê sức khỏe răng miệng, cuối cùng dẫn đến sâu răng tiến triển (sâu răng) và nhiễm trùng nướu. Hơn nữa, một tác dụng phụ phổ biến của thuốc kích thích là khô miệng, làm tăng tốc độ sâu răng.
Tính đến  năm 2012, methamphetamine là thuốc bất hợp pháp được thảo luận nhiều nhất trong các tài liệu nha khoa vì tác dụng rộng rãi của nó đối với sức khỏe răng miệng của người dùng. Răng của một số người sử dụng methamphetamine dường như bị xỉn đi và bị xói mòn. Biểu tượng "miệng miệng" là kết quả của những bài thuyết trình hời hợt về sâu răng và nhiễm trùng nướu tiến triển. Sâu răng thường xảy ra ở các vùng cổ tử cung của răng, nơi bề mặt răng hẹp lại ở điểm nối của thân răng và chân răng; sâu răng chủ yếu tập trung vào phần má của răng, và trên các bề mặt răng liền kề răng cửa và răng nanh. Cuối cùng, khu vực răng vành răng (gần thân răng) có thể bị ảnh hưởng bởi sự phân rã và xói mòn. Sâu răng của miệng meth thường tiến triển chậm, có lẽ vì sự tiến bộ của chúng bị cản trở bởi các thực hành vệ sinh không liên tục. Sâu răng có thể dẫn đến gãy răng và đau dữ dội. Trong một số trường hợp, răng bị hư hại vĩnh viễn và phải nhổ đi. Cùng với suy dinh dưỡng và giảm cân, tác dụng nha khoa của việc sử dụng methamphetamine góp phần vào sự xuất hiện của lão hóa sớm thấy ở một số người dùng meth.
Người sử dụng Methamphetamine đôi khi gặp phải tình trạng đau nhức ở khớp hàm và mất răng (mòn răng) do bị nghiến răng, một tác dụng phụ phổ biến của thuốc kích thích. Sự đau đớn này có thể xảy ra liên tục. sử dụng thuốc mãn tính cũng có thể gây ra bệnh trismus, không có khả năng mở hàm.
Ảnh hưởng của miệng meth tương tự như hội chứng Sjögren, một bệnh tự miễn gây ra tình trạng thiếu nước bọt, dẫn đến sâu răng.